# M5 (spoorwegrijtuig)
De M5-rijtuigen zijn dubbeldeks treinrijtuigen van de Belgische Spoorwegen.
De M5-rijtuigen werden gebouwd rond 1979 en zijn er in drie varianten. Het grootste deel bestaat uit tussenrijtuigen van 1e of 2e klasse, de rest zijn stuurrijtuigen.
Het materieel wordt in trek-duwtreinen ingezet. De M5-rijtuigen rijden telkens in stammen, omdat het stuurrijtuig de elektrische omvormer bevat voor alle andere rijtuigen. De omvormer zet de 3000 V gelijkspanning om in de geschikte voedingsspanning voor de rijtuigen. Men heeft telkens een stuurrijtuig nodig om deze trein te kunnen gebruiken. Bij de nieuwere M6-rijtuigen is dit opgelost met een omvormer per rijtuig (zoals ook het overige materieel).

## Geschiedenis
In 2023 werd de M5 geschikt gemaakt (MUX) om getrokken te worden door HLE18-locomotieven. De reden daarvoor is het verdwijnen van de HLE 21- en HLE 27-locomotieven wegens de Belgische verplichting van ETCS eind 2025, en de noodzaak om de M5 te gebruiken tot de instroom van de MR30. De stuurrijtuigen kunnen vooralsnog zelf niet onder ETCS rijden, maar zijn wel nodig als omvormer voor de andere zitrijtuigen.

## Interieur
Het originele interieur werd vaak omschreven als spartaans. De tweepersoonszetels waren zeer krap en er waren geen bagagerekken, geen tafeltjes en geen vuilnisbakjes.
Na twintig jaar waren de rijtuigen structureel nog goed, maar het interieur beantwoordde niet meer aan de normen. Vanaf september 2007 werden de rijtuigen daarom vernieuwd en kregen ze uiterlijk de kleuren van de nieuwere M6. Ook aan het interieur werd gewerkt: de gerenoveerde rijtuigen hebben een interieur dat sterk op dat van de M6 lijkt, met onder andere individuele zetels, bagagerekken en automatische binnendeuren. Toch is er verschil met de M6-rijtuigen qua interieur: het bovendek heeft niet langer vier maar drie rijen van individuele zetels en in de rijtuigen eerste klas zijn er geen leeslampjes voorzien, ook is er geen speciale vloerbekleding zoals bij de eersteklasrijtuigen M6.
De eerste gerenoveerde stam is in het voorjaar van 2009 in dienst gekomen. Bij de renovatie zijn sommige eersteklasrijtuigen gedeclasseerd tot tweedeklasrijtuig daar deze meer nodig zijn.

## Materieel
M5 bestaat uit:
- 18 stuurrijtuigen tweede klas type M5 BDx
- 15 rijtuigen eerste klas + tweede klas type M5 AB
- 97 rijtuigen tweede klas type M5 B

### M5 BDx
De stuurrijtuigen hebben geen ETCS en kunnen na de verplichting daarvan eind 2025 enkel nog als gewoon rijtuig meerijden.

## Inzet
De M5-rijtuigen worden ingezet op de volgende treindiensten:
- IC-13 Kortrijk - Zottegem - Brussel - Schaarbeek: hier worden 3 stammen met 9 rijtuigen gebruikt.
- IC-22/31 Antwerpen-Centraal - Brussel-Zuid: 4 stammen met 7 rijtuigen.
- P-treinen Genk / Hasselt - Brussel-Zuid: 2 stammen met 7 rijtuigen.
- P-trein Rochefort-Jemelle - Brussel-Zuid: 1 stam met 7 rijtuigen.
- P-treinen Bergen / Quiévrain / Quévy - Schaarbeek: 3 stammen met 9 rijtuigen.
- P-treinen Moeskroen / Binche - Louvain-la-Neuve: 3 stammen met 9 rijtuigen.
- P-treinen Hamont - Mol - Mechelen - Leuven - Heverlee

## Technische gegevens
- Bouwjaar: 1986-1987
- Renovatie: 2007-2010
- Maximale snelheid: 140 km/u
- Veiligheid: stuurrijtuig uitgerust met TBL 1+

## Foto's

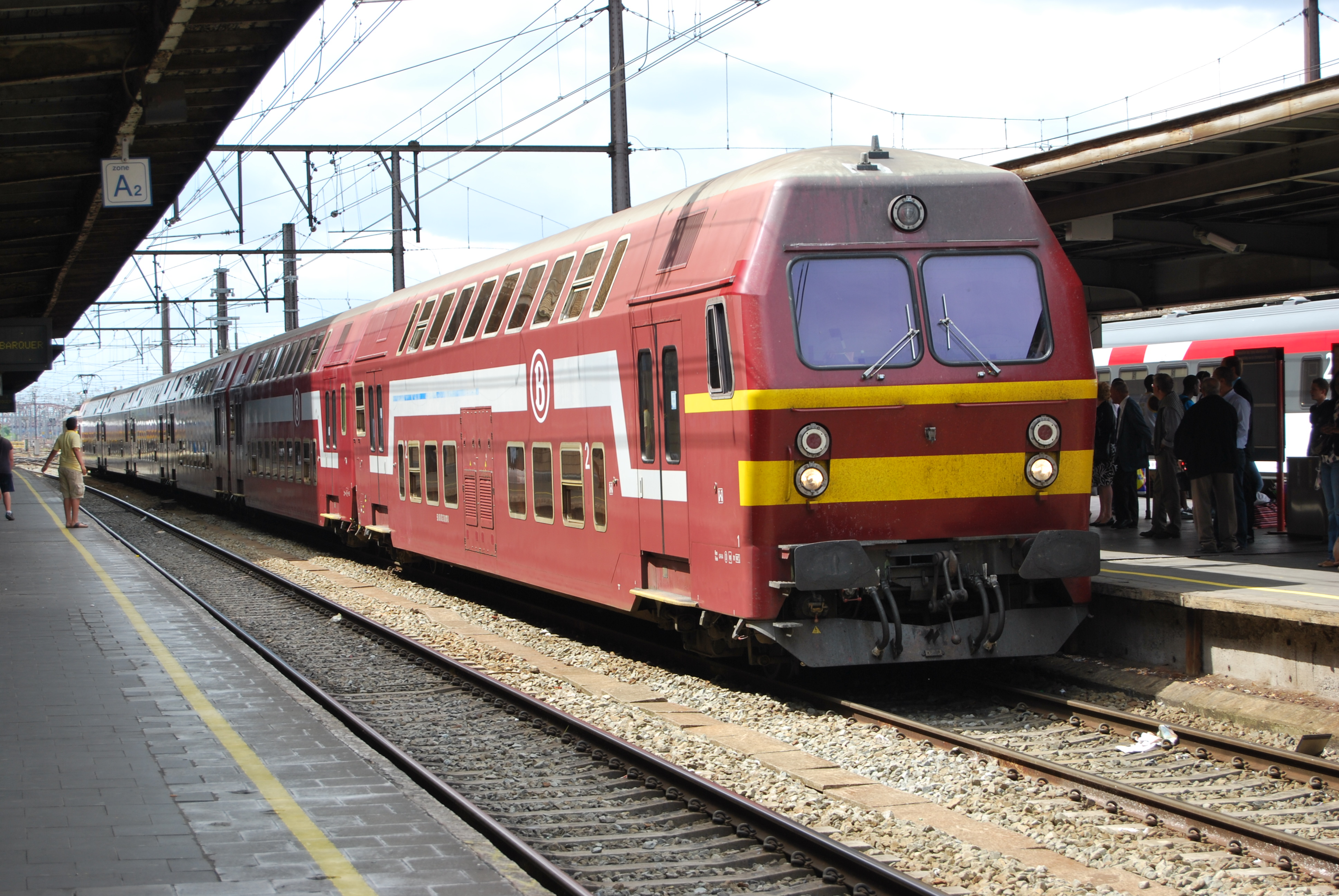
M5-rijtuig, voor verbouwing
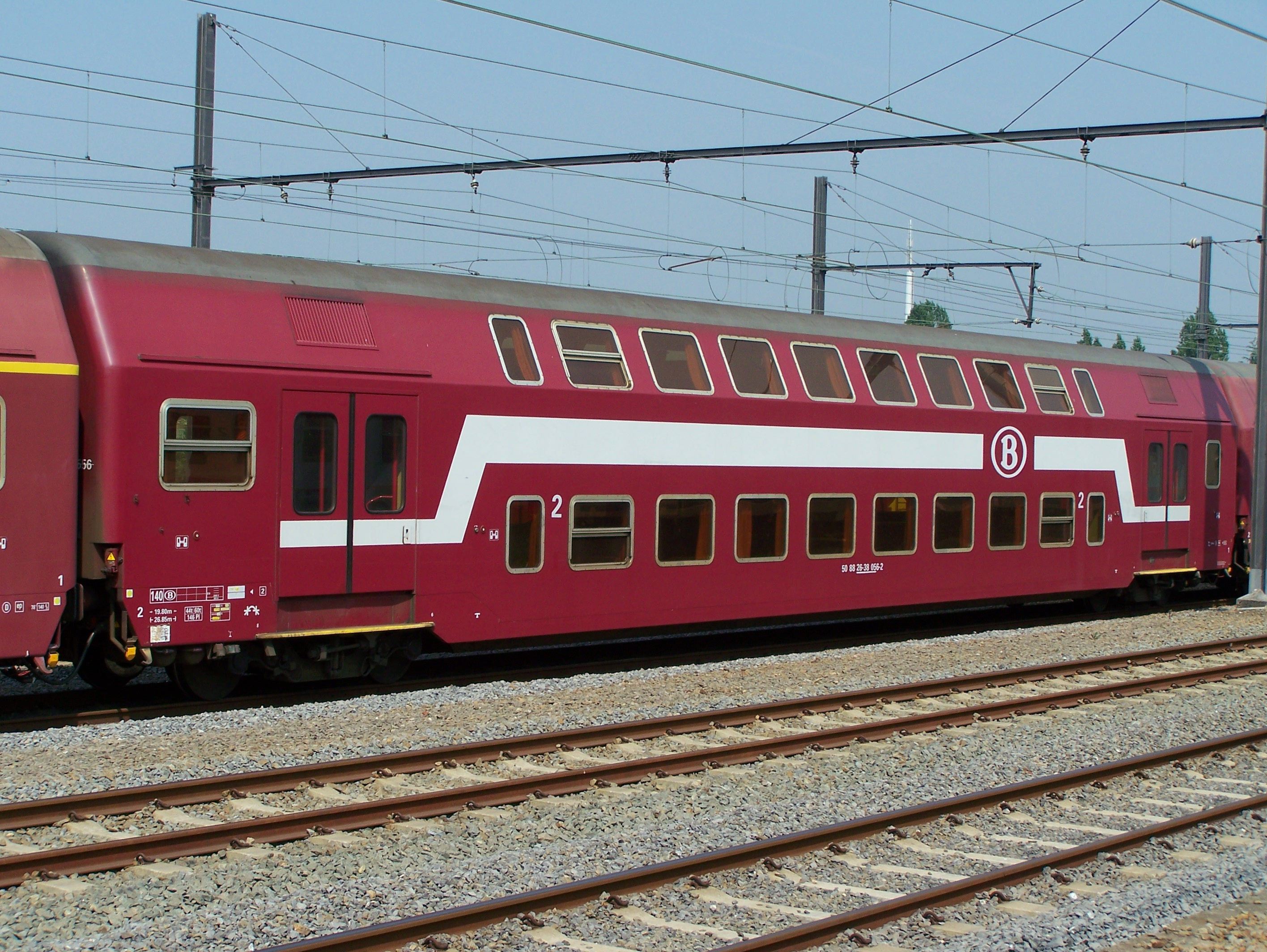
Een M5-rijtuig, tweede klas
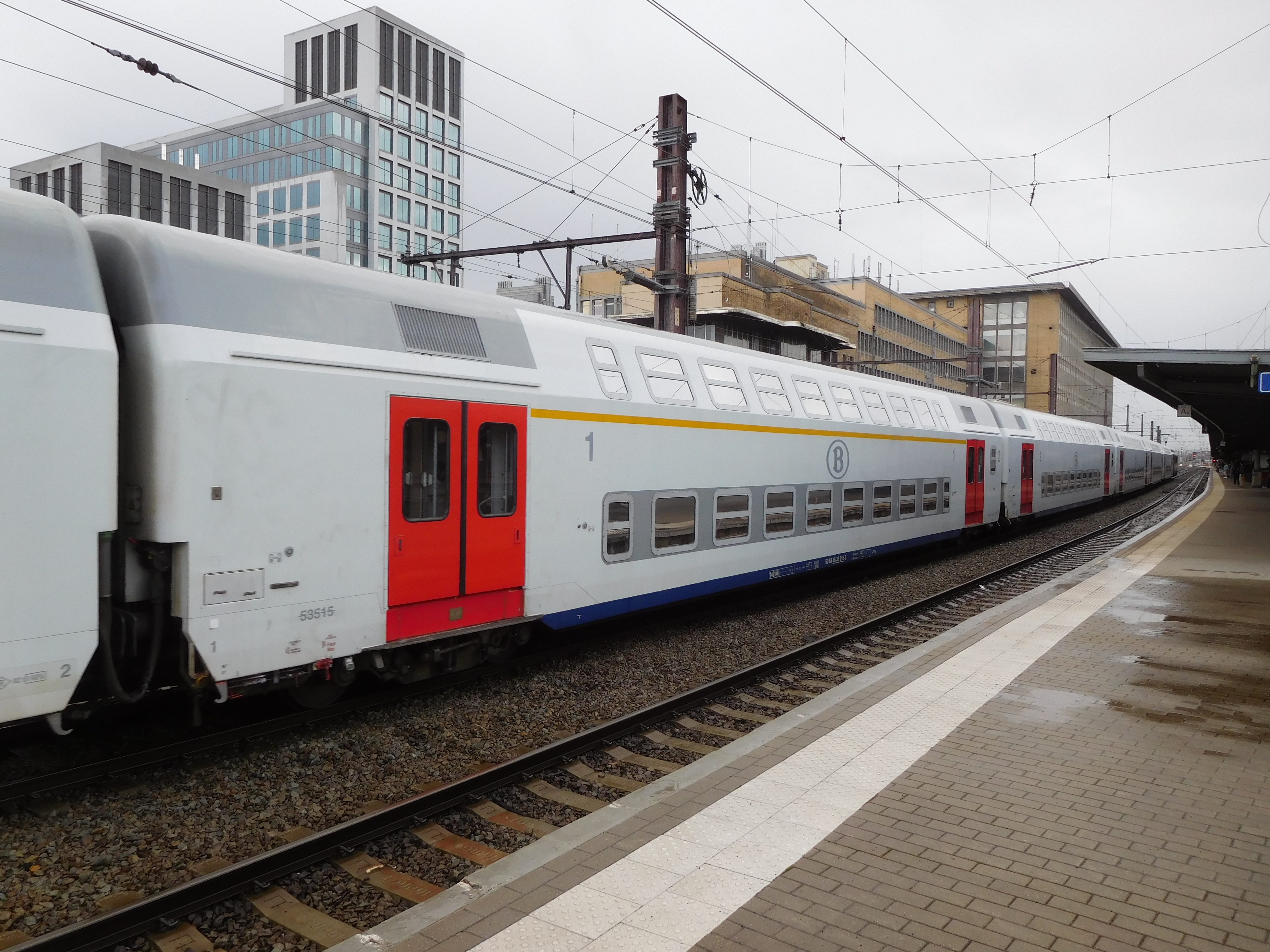
Een M5-rijtuig, eerste klas
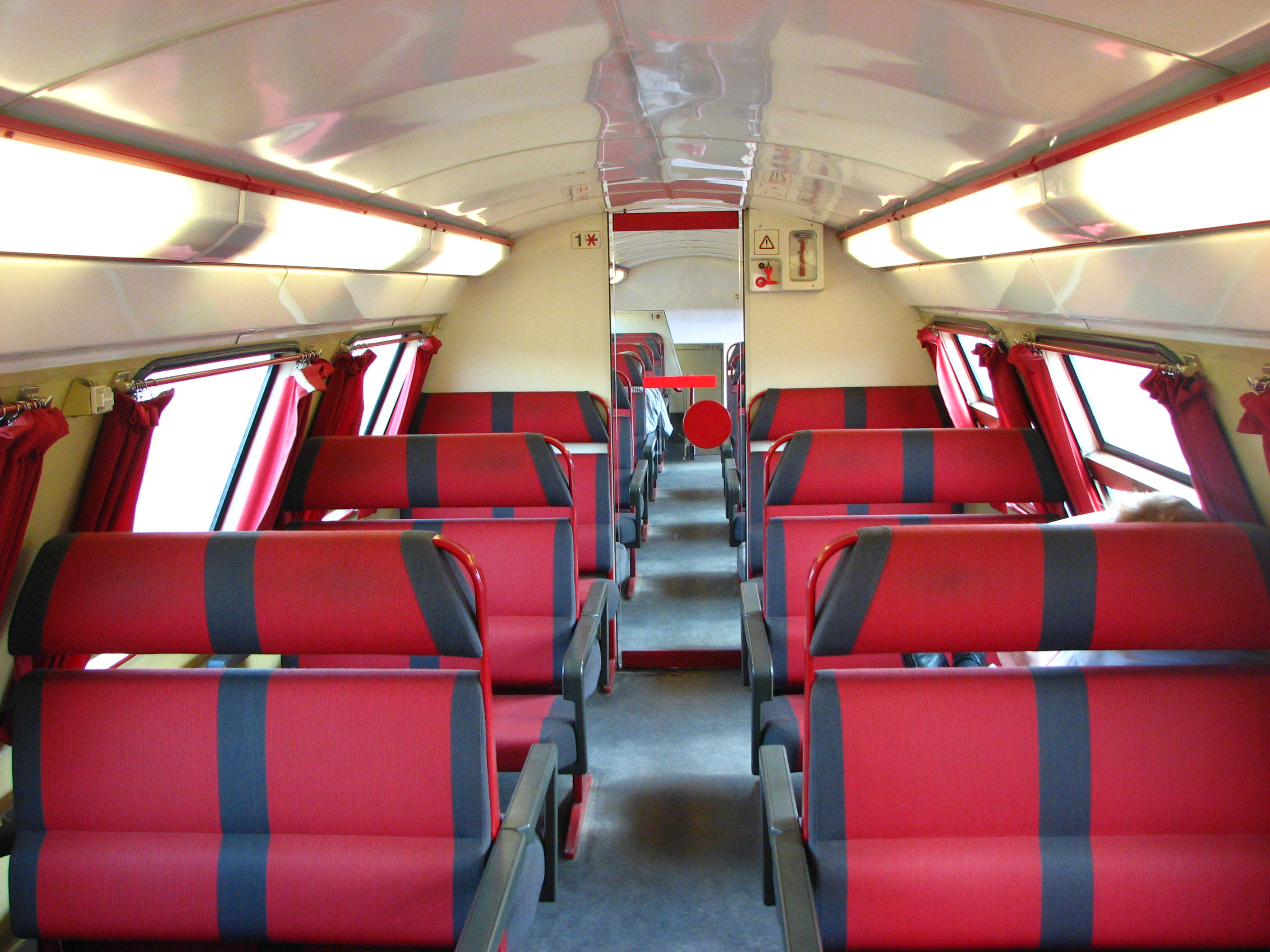
De oorspronkelijke eerste klasse van een M5
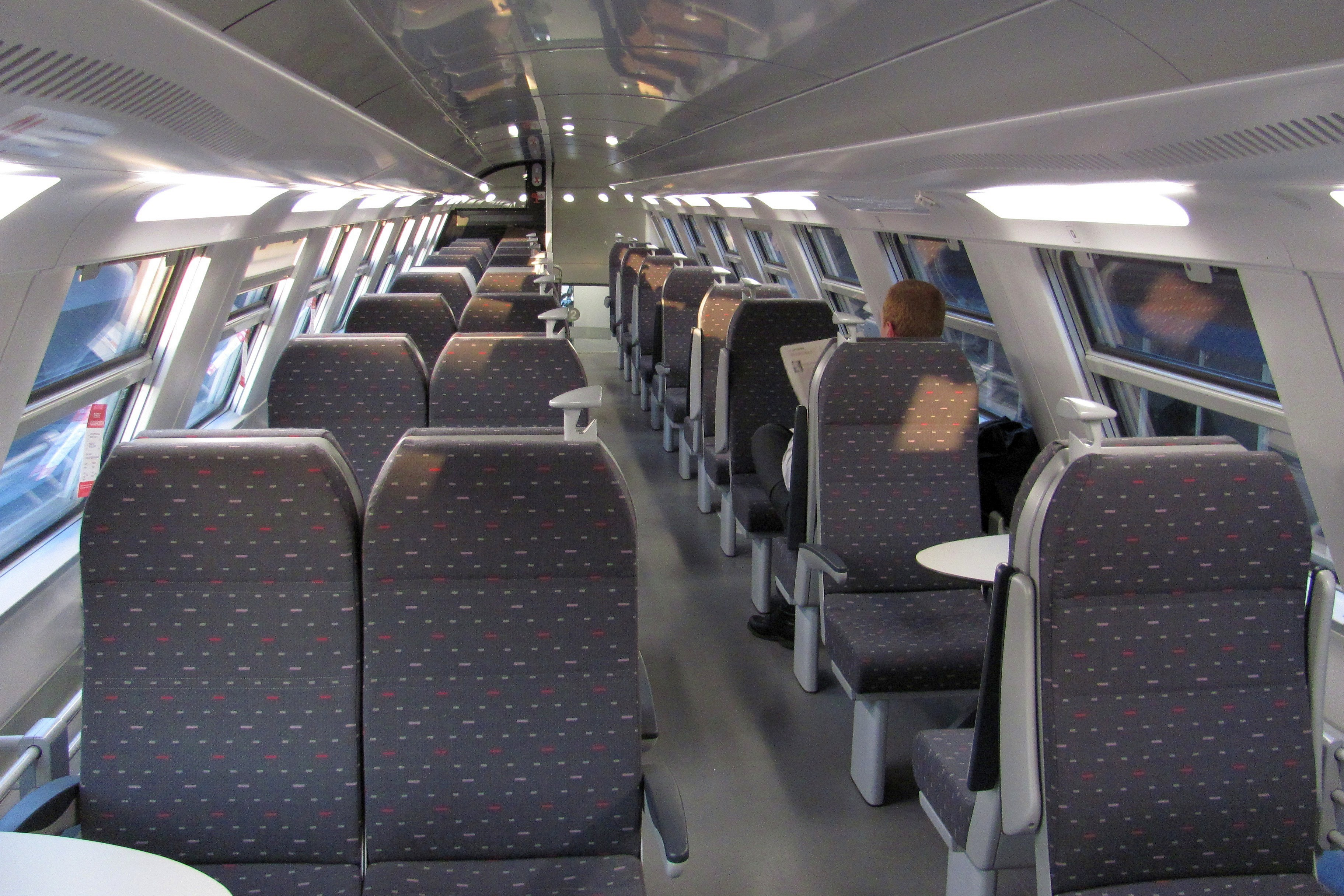
Interieur van een rijtuig na de renovatie in 2007, tweede klas boven